# 가브릴 드롭아웃
《가브릴 드롭아웃》(ガヴリールドロップアウト)은 우카미가 그린 일본의 만화 작품. 〈코믹 전격 대왕 G〉(KADOKAWA 아스키 미디어 워크스)에서 2013년 12월에 발매된 vol.4부터 연재 중이다.

## 줄거리
천계에 있는 「천사학교」를 수석으로 졸업한 가브릴은 인간계로 내려와 학교를 다니게 되었다. 「훌륭한 천사가 되어 인간들을 행복으로 이끌겠다」고 맹세한 그녀였지만, 하계의 다양한 즐거움을 알게 되어버려, 어느샌가 드롭아웃하여 방종한 생활을 보내버리게 되었다.

## 등장인물

### 메인 캐릭터
텐마 가브릴 화이트 (일본어: 天真・ガヴリール・ホワイト) 
성우 - 토미타 마유
통칭 가브릴. 약칭 가브. 본작의 주인공. 4월 20일생. 주요 캐릭터 4명 중 키가 가장 작고 가슴도 A컵의 납작한 가슴이다.
츠키노세 비네트 에이프릴 (일본어: 月乃瀬・ヴィネット・エイプリル) 
성우 - 오니시 사오리
통칭 비네. 10월 10일생. 키는 사타냐과 비슷하며 가슴의 크기는 보통이다.
쿠루미자와 사타니키아 맥도웰 (일본어: 胡桃沢・サタニキア・マクドウェル) 
성우 - 오조라 나오미
통칭 사타냐. 8월 15일생. 가브릴을 마음대로 라이벌 삼는 악마. 키는 비네과 동등하지만 가슴은 라피엘 다음(두번째)으로 크다.
시라하 라피엘 에인즈워스 (일본어: 白羽・ラフィエル・エインズワース) 
성우 - 하나자와 카나
통칭 라피엘. 약칭 라피. 3월 19일생. 4명 중에서 가장 키가 크고 가슴도 4명 중에 가장 클 정도의 가슴 89의 큰 가슴 이다. 또 가슴 자체는 현재도 커지고 있어서 실제에 속옷을 바꾸고도 금방 사이즈가 안 맞는 등 성장한 점까지도 엿볼 수 있다. 뒷머리에 큰 빨간 리본 을 맺고 있다.

### 천계
치사키 타프리스 슈가벨 (일본어: 千咲・タプリス・シュガーベル) 
성우 - 미나세 이노리
통칭 타프리스. 약칭 타프. 6월 4일생.
텐마 하니엘 화이트 (일본어: 天真・ハニエル・ホワイト) 
성우 - 모로호시 스미레
가브릴의 동생. 현재의 언니와는 정반대로 순진 무구한 성격에서 아야토리과 공기 놀이 등의 쇼와의 놀이를 좋아한다. 좋아하는 음식은 볶은 콩(예전에는 가브릴도 좋아했던 것 같다).
텐마 제르엘 화이트 (일본어: 天真・ゼルエル・ホワイト) 
성우 - 사와시로 미유키
가브릴의 언니.
마르티엘 (일본어: マルティエル) 
성우 - 후지이 유키요
애니메이션 오리지널 캐릭터.
라피엘의 집의 여자 집사.
시라하 사라 에인즈워스 (일본어: 白羽・サラ・エインズワース) 
라피엘의 동생.

### 마계
쿠로나 메이피스토펠레스 시나몬롤 (일본어: 黒奈・メイフィストフェレス・シナモンロール) 
타프리스의 동급생의 악마. 앞머리로 오른쪽 눈과 다른 색깔의 왼쪽 눈을 숨기고 있다.
챳피 (일본어: チャッピー) 
성우 - 이자와 미카코
알렉산더 (일본어: アレキサンダー) 
성우 - 키노 히나
사타냐의 애완 동물인 소형의 드래곤. 공격 수단으로는 작은 화염 구슬을 뱉는 것. 평소 자유롭게 날아다니는 것이 아니라 사타냐에 소환되어 등장하는 형태로 되어 있다.

### 하계
마치코 (일본어: まち子) 
성우 - 후치가미 마이
가브릴의 반의 반장. 본명은 마치코(성은 불명).
시노하라 치아키 (일본어: 篠原 千秋) 
타프리스의 동급생. 검은 ×형태의 머리 끈을 하고 있다.

## 서적 정보
- 우카미 《가브릴 드롭아웃》 KADOKAWA 아스키 미디어 워크스 〈전격 코믹 NEXT〉, 3권 간행 (2016년 기준)
  1. 2014년 12월 19일 발매 ISBN 978-4-04-869061-4
  2. 2015년 11월 26일 발매 ISBN 978-4-04-865491-3
  3. 2016년 5월 26일 발매 ISBN 978-4-04-865927-7
  4. 2017년 1월 7일 발매 [[ISBN|ISBN 978-4-04-892565-5]]
  5. 2017년 9월 27일 발매 ISBN 9784048933735

## TV 애니메이션
2016년 7월에 TV 애니메이션화가 발표되었다. 2017년 1월 9일부터 3월 26일까지 AT-X및 도쿄 MX를 통해 방송되었다.
『 コミック電撃だいおうじ』연재의 원작 애니메이션화는 이번 작품이 최초이다.
감독과 애니메이션 제작은 『 유루유리 ( 제1.2기)』 『 건어물 여동생! 우마루짱 』의 오오타 마사히코와 動画工房가 각각 담당.

### 스태프
- 감독 - 오오타 마사히코
- 시리즈 구성 - 아오시마 타카시
- 캐릭터 디자인 - 쿠마가이 카츠히로
- 애니메이션 제작 - 동화공방